# Ці щасливі дні (2006)
«Ці щасливі дні» — фільм 2006 року.

## Зміст
Венсана підвищують — він обіймає посаду директора літнього табору. У його підпорядкуванні безліч дітей, а також вожаків. Клопоти постійно сиплються на Венсанову голову. Все стає ще складнішим через його почуття до чарівної вожакині Лізі. Чи зможе Венсан упоратися з новими обов'язками і підкорити красуню?